# Concurso de Saltos Internacional de Gijón
El Concurso de Saltos Internacional de Gijón (CSI de Gijón) es una competición de saltos que tiene lugar cada año en el Complejo Deportivo Las Mestas, en Gijón, Asturias (España). 

## Historia
Desde agosto de 1876, cuando se inauguró el teatro-circo Obdulia (luego cine Los Campos) en el cruce de la carretera de la Costa y la calle Menéndez Pelayo con la actuación de compañías ecuestres que efectuaban exhibiciones de trote, doma y saltos de obstáculos, y la celebración de carreras de caballos de fondo y velocidad (1.500-2.000 metros) en la playa de San Lorenzo entre 1888 y 1915, se fue gestando en Gijón una afición a los deportes ecuestres.
Siguiendo esa tradición, el ayuntamiento de Gijón comenzó en 1941 el proyecto de crear en Gijón un concurso de salto de obstáculos para ampliar las actividades sociales y de ocio que se ofrecían durante el verano a los ciudadanos y visitantes de Gijón. El alcalde, Paulino Vigón Cortés, contó con la colaboración del general del Ejército de Tierra de España Fernando Arroyo, director de la Escuela de Aplicación de Caballería y Equitación del Ejército, que fue nombrado presidente del jurado en la primera edición del concurso.
El primer concurso se celebró del 20 al 24 de agosto de 1942, con 22 jinetes y 48 caballos. Más de 2.000 espectadores acudieron a la primera jornada, según describió en su día el periódico Voluntad. El comandante Bulnes con "Madroño" fue el ganador de la Copa Gijón en aquella primera edición, mientras que el comandante Somalo con "Egalité" ganó la Copa Simancas y Francisco Goyoaga con "Canastillo" ganó la Copa Despedida. El éxito del incipiente Concurso Hípico de Gijón aseguró la dilatación del programa. En 1943 ya se celebró en 4 días manteniendo días de descanso de por medio. En 1949 tuvo lugar durante 5 días y se inscribieron más de 80 caballos, y en 1954 el concurso se celebró en 9 días.
Algunos de los binomios que destacaron en esa primera etapa en Las Mestas fueron 'Madroño', montado por el comandante Bulnes; 'Egalité' y el comandante Somalo; el capitán Kirkpatrick sobre 'Lequeitio'; el olímpico comandante Nogueras con 'Topolino' y 'Fogarata'; y Francisco Goyoaga, con sus mejores caballos, como 'Vergel', 'Tomillo', 'Fahnenkonig' y 'Kif Kif'. 
En 1962, veinte años después de su nacimiento, el concurso de saltos gijonés alcanzaba la internacionalidad, convirtiéndose en Concurso de Saltos Internacional, y el 26 de agosto de 1966 incluyó el Campeonato de Europa de Amazonas, primer y mayor evento internacional celebrado en Las Mestas, con triunfo de Janou Lefèbvre sobre 'Kenavo'.
En 1987, la Real Federación Hípica Española concedió a Gijón la organización de la Copa de las Naciones de Saltos, con victoria final del equipo de Gran Bretaña. Fue entonces cuando el concurso se convirtió, por primera vez, en CSIO (Concurso de Saltos Internacional Oficial de España).
El concurso de Gijón ha sido el CSIO***** (5 estrellas) de España en las siguientes ediciones: 1987, 1995, 1996, 1997, 1998, 1999, 2000, 2001, 2002, 2003, 2004, 2005, 2006, 2007, 2009, 2010, 2011, 2012, 2013, 2014, 2015, 2016, 2017 y 2019.
Esas ediciones incluyeron, por lo tanto, una prueba de la Copa de las Naciones de Saltos, que en la edición de 1999 fue la prueba final de la "Primera División" de dicha competición (FEI Nations Cup, entonces denominada Samsung Nations Cup por motivos de patrocinio), mientras que el resto de ediciones fueron de la Promotional League. El equipo ganador de la prueba de Copa de Naciones de 1999, la más importante de todas las disputadas hasta la actualidad, fue el de Francia, y estaba compuesto por Michel Robert sobre Auleto, Xavier Caumont sobre Baladine du Mesnil, Thierry Pomel sobre Thor des Chaines y Alexandra Ledermann sobre Rochet M.
En 1993, además del CSI, Gijón acogió el Campeonato de Europa, entre 28 de julio y el 2 de agosto, con 81 jinetes. Fue la primera ocasión en la que España se convertía en la sede de esta competición.
En 2020 la Consejería de Cultura, Política Lingüística y Turismo del Principado de Asturias lo declaró fiesta de interés turístico regional.
En 2020 y 2021 no se celebró debido a la pandemia de COVID-19 en España.
En 2022 volvió a disputarse pero dejó de ser un CSIO 5*. El concurso pasó a denominarse International Horse Shows Gijón y las seis jornadas pasaron a ser ocupadas por un CSI 2* (6 pruebas), un CSIYH 1* (3 pruebas) y un CSI 4* (6 pruebas). En 2023 y 2024 se mantuvo el formato de 2022, con la denominación de Concursos Hípicos Internacionales en 2023 y Concurso Hípico Internacional en 2024. En 2025 las pruebas pasaron a ser 16: CSI 2* (6 pruebas), un CSIYH 1* (3 pruebas) y un CSI 4* (7 pruebas).

### Copa de Naciones
Palmarés de la Copa de Naciones los años que se disputó (años en que el concurso fue CSIO). En la edición de 1999 fue la prueba final de la "Primera División" de dicha competición (FEI Nations Cup, entonces denominada Samsung Nations Cup por motivos de patrocinio).
| Año  | Equipo         | Jinetes                                                                           |
| ---- | -------------- | --------------------------------------------------------------------------------- |
| 1987 | Reino Unido    | Nick Skelton, Janet Hunter, Malcom Pyrah y John Whitaker                          |
| 1995 | Francia        | Edouard Couperie, Patrice Delaveau, Philippe Rozier y Michel Robert               |
| 1996 | Francia        | Thierry Pomel, Pierre Jarry, Jean Paul Casile y Michel Robert                     |
| 1997 | Reino Unido    | Nick Skelton, Robert Smith, James Fisher y Michel Whitaker                        |
| 1998 | Francia        | Philippe Leoni, Michel Robert, Jean-Marc Nicolas y Xabier Caumont                 |
| 1999 | Francia        | Michel Robert, Xabier Caumont, Thierry Pomel y Alexandra Lederman                 |
| 2000 | Bélgica        | Peter Van Broekhoven, Joris Meulemans, Sven Laevers y Dirk Demmersman             |
| 2001 | España         | Ricardo Jurado, Fernando Fourcade, Cristino Torres y Fernando Sarasola            |
| 2002 | España         | Rutherford Latham, Luis Jesús Escobar, Fernando Sarasola y Ricardo Jurado         |
| 2003 | Irlanda        | Shane Carey, Harry Marshall, Gerry Flyn y Clement MacMahon                        |
| 2004 | Francia        | Ludovic Leygue, Bernard Sainsardos, Philippe Leoni y Hervé Godignon               |
| 2005 | Bélgica        | Kristof Cleeren, Yves Simon, Niels Bruynseels y François Mathy Jr.                |
| 2006 | Francia        | Florian Angot, Laurente Goffinet, Hervé Godignon y Michel Robert                  |
| 2007 | Francia        | Timothé Anciaume, Robert Breul, Jerome Debas-Montagner y Julien Épaillard         |
| 2009 | Francia        | Patrice Delaveau, Clemence Laborde, Simon Delestre y Jean Marc Nicolas            |
| 2010 | Bélgica        | Pieter Devos, Judy-Ann Melchior, Dirk Demmersman y Philippe Le Jeune              |
| 2011 | España         | Pilar Cordón, Eduardo Álvarez Aznar, Jesús Garmendia y Julio Arias                |
| 2012 | Francia        | Penélope Leprevost, Kevin Staut, Marie Hécart y Aymeric de Ponnat                 |
| 2013 | Países Bajos   | Gert Jan Bruggink, Jur Vrieling, Frank Schuttert y Harrie Smolders                |
| 2014 | Estados Unidos | Ashlee Bond, Catherine Pasmore, Quentin Judge y Georgina Bloomberg                |
| 2015 | Francia        | Alexandre Fontanelle, Cyril Bouvard, Adeline Hécart y Aymeric de Ponnat           |
| 2016 | Reino Unido    | Tim Stockdale, Joe Whitaker, Samuel Hutton y Robert Bevis                         |
| 2017 | Francia        | Kevin Staut, Edward Levy, Grégory Cottard y Nicolas Delmotte                      |
| 2018 | España         | Manuel Fernández Saro, Mikel Aizpurua, Laura Roquet y Eduardo Álvarez Aznar       |
| 2019 | Italia         | Filippo Marco Bologni, Antonio Maria Garofalo, Emanuele Camilli y Antonio Alfonso |

### Gran Premio de Gijón
Palmarés del Gran Premio de Gijón desde 1962, cuando pasó de ser de categoría nacional (CSN), desde 1942 hasta 1962, a internacional (CSI), desde 1962:
| Año  | Jinete                        | Caballo                  | País           |
| 1962 | Federico Morugán Ávila        | Objetivo                 | España         |
| 1963 | Bernard de Fombelle           | Milan D'or               | Francia        |
| 1964 | Manuel Malta da Costa         | Novelista                | Portugal       |
| 1965 | Hugo Arrambide                | Chimbote                 | Argentina      |
| 1966 | Jean Dasque                   | Predestiné               | Francia        |
| 1967 | Eduardo Amorós                | Kif-Kif                  | España         |
| 1968 | José Antonio García Benavides | Carmín                   | España         |
| 1969 | Enrique Martínez de Vallejo   | Lepanto                  | España         |
| 1970 | Radul                         | Uruapan                  | Francia        |
| 1971 | Enrique Martínez de Vallejo   | Romántico                | España         |
| 1972 | Manuel Malta da Costa         | Eusebio                  | Portugal       |
| 1973 | Luis Jaime Carvajal y Salas   | Kurfust                  | España         |
| 1974 | Jaime Rivera                  | Conquistador             | España         |
| 1975 | Lobo Güedes                   | Chopin                   | Portugal       |
| 1976 | Luis Álvarez Cervera          | Acorne/Thor              | España         |
| 1977 | Manuel Malta da Costa         | Ecaussevillais           | Portugal       |
| 1978 | Manuel Malta da Costa         | Et bien                  | Portugal       |
| 1979 | Luis Álvarez Cervera          | Romeo                    | España         |
| 1980 | Juan Antonio de Wit           | Olímpico                 | España         |
| 1981 | Thomas Fuchs                  | Willora Swiss            | Suiza          |
| 1982 | Jerome Thomas                 | Gargantua C              | Francia        |
| 1983 | Alberto Honrubia              | Kaoua                    | España         |
| 1984 | Tony Newberry                 | Ryans Mill               | Reino Unido    |
| 1985 | Malcolm Pyrah                 | T.Diamond Seeker         | Reino Unido    |
| 1986 | Malcolm Pyrah                 | Anglezarke               | Reino Unido    |
| 1987 | Janet Hunter                  | E. Lisnamarrow           | Reino Unido    |
| 1988 | Juan Andrés Ruiz de Alda      | Lingere                  | España         |
| 1989 | Luis Astolfi                  | Pour Le Merite           | España         |
| 1990 | Alberto Honrubia              | Pelf D'or                | España         |
| 1991 | Alfredo Fernández Durán       | Naguese Picarde          | España         |
| 1992 | Fernando Fourcade             | Avenir Di San Patrignano | España         |
| 1993 | Jos Lansink                   | Bollvorm`s Easy Jumper   | Países Bajos   |
| 1994 | Lesley McNaught               | Pirol IV                 | Suiza          |
| 1995 | Alison Firestone              | Gustl P                  | Estados Unidos |
| 1996 | Nick Skelton                  | Dollar Girl              | Reino Unido    |
| 1997 | Thierry Pomel                 | Thor des Chaines         | Francia        |
| 1998 | Nick Skelton                  | Hopes Are High           | Reino Unido    |
| 1999 | Michel Robert                 | Auleto                   | Francia        |
| 2000 | Molly Ashe                    | Kroon Gravin             | Estados Unidos |
| 2001 | Helena Weinberg               | A. Ramonus               | Alemania       |
| 2002 | Lt. David O'Brien             | Boherdeal Clover         | Irlanda        |
| 2003 | Harry Marshall                | Splendido                | Irlanda        |
| 2004 | Beat Grandjean                | Riot Gun                 | Suiza          |
| 2005 | Pierre Kolly                  | Galopin du Biolay        | Suiza          |
| 2006 | Ricardo Kierkegaard           | Rey Z                    | Argentina      |
| 2007 | Conor Swail                   | Rivaal                   | Irlanda        |
| 2008 | John Whitaker                 | Utah Van Erpekdm         | Reino Unido    |
| 2009 | Patrice Delaveau              | Katchina Mail            | Francia        |
| 2010 | Khaled al Eid                 | Presley Boy              | Arabia Saudita |
| 2011 | Patrice Delaveau              | Orient Express           | Francia        |
| 2012 | Trevor Coyle                  | Jubilee D'Ouilly         | Irlanda        |
| 2013 | André Thieme                  | Contanga 3               | Alemania       |
| 2014 | Niklaus Rutschi               | Windsor XV               | Suiza          |
| 2015 | Henk van de Pol               | Willink                  | Países Bajos   |
| 2016 | Dermott Lennon                | Loughview Lou Lou        | Irlanda        |
| 2017 | Gerardo Menéndez Mieres       | Cassino DC               | España         |
| 2018 | Richard Howley                | Dolores                  | Irlanda        |
| 2019 | Greg Broderick                | Westbrook                | Irlanda        |
| 2022 | Kevin González de Zárate      | Frappant                 | España         |
| 2023 | Harry Allen                   | Calculatus               | Irlanda        |
| 2024 | Sanne Thijssen                | Con Quidam RB            | Países Bajos   |

## Peculiaridades
La característica más destacada del concurso de Gijón es la posibilidad de apostar, algo muy común en las carreras de caballos, pero poco frecuente en los concursos de saltos.

## Críticas
Algunos aspectos del concurso reciben críticas entre los participantes y aficionados:
- La venta de entradas superior al aforo de asiento hacía que el público se situase en zonas de evacuación (escaleras y accesos, pese a estar prohibido desde 2012), con el consiguiente peligro en caso de emergencia. Este problema se resolvió en 2024 con la venta de localidades de asiento numeradas.[16]
- Debido a la implicación del público en las apuestas, suele suceder que se aplaudan algunos derribos, lo que genera malestar en algunos jinetes.

## Galería

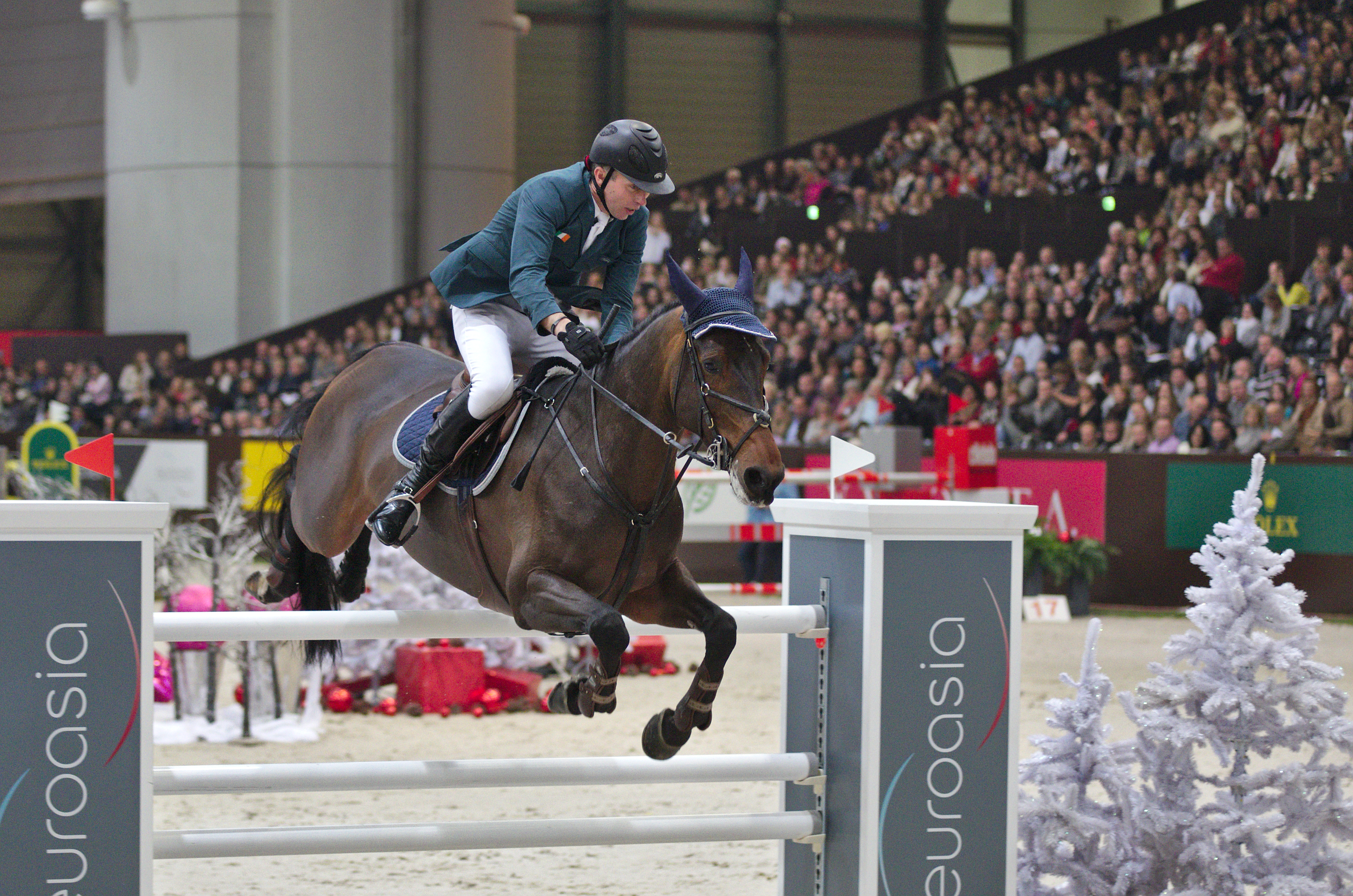
Dermott Lennon y Loughview Lou-Lou, ganadores en 2016
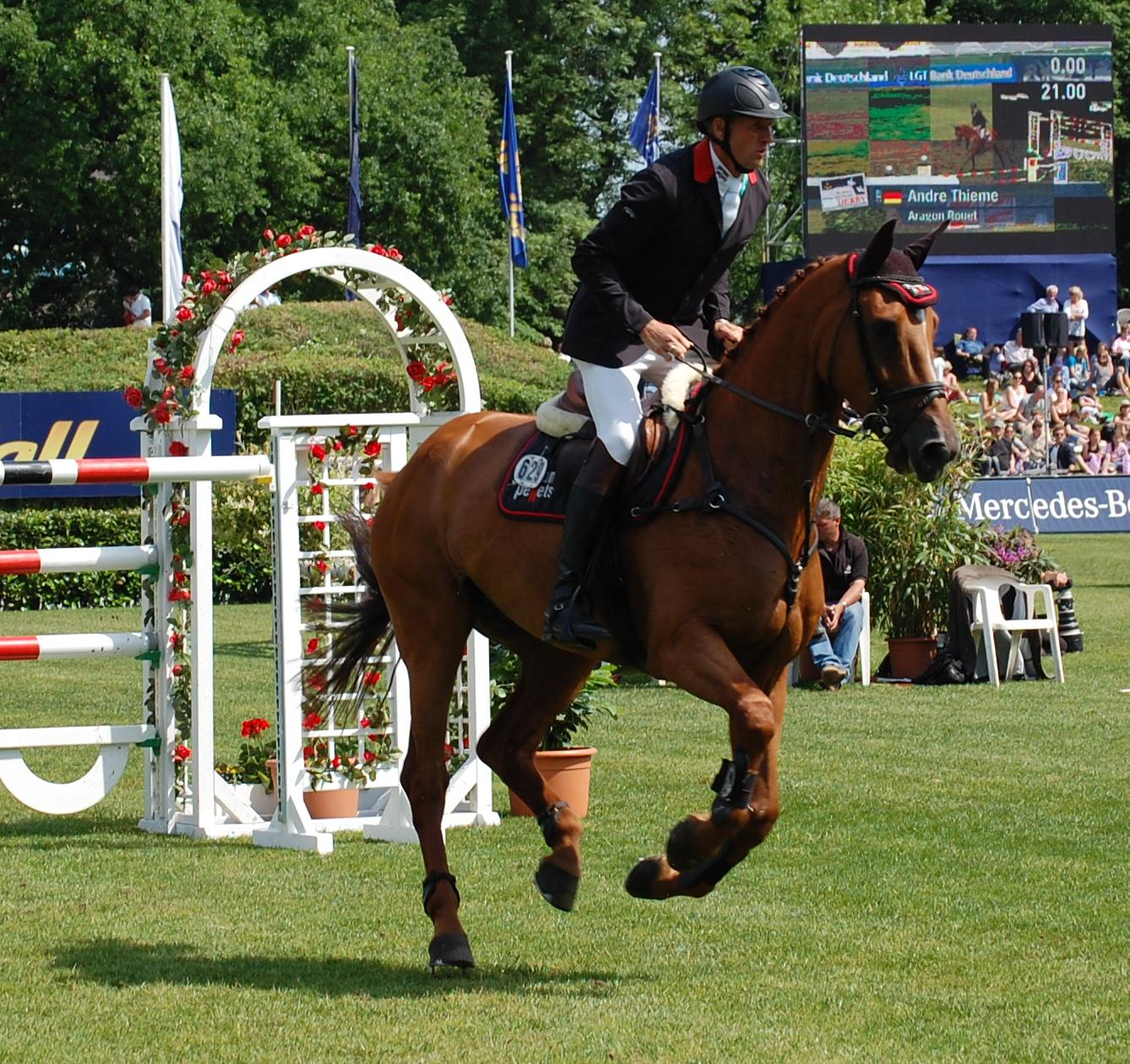
André Thieme, ganador del Gran Premio de Gijón en 2013
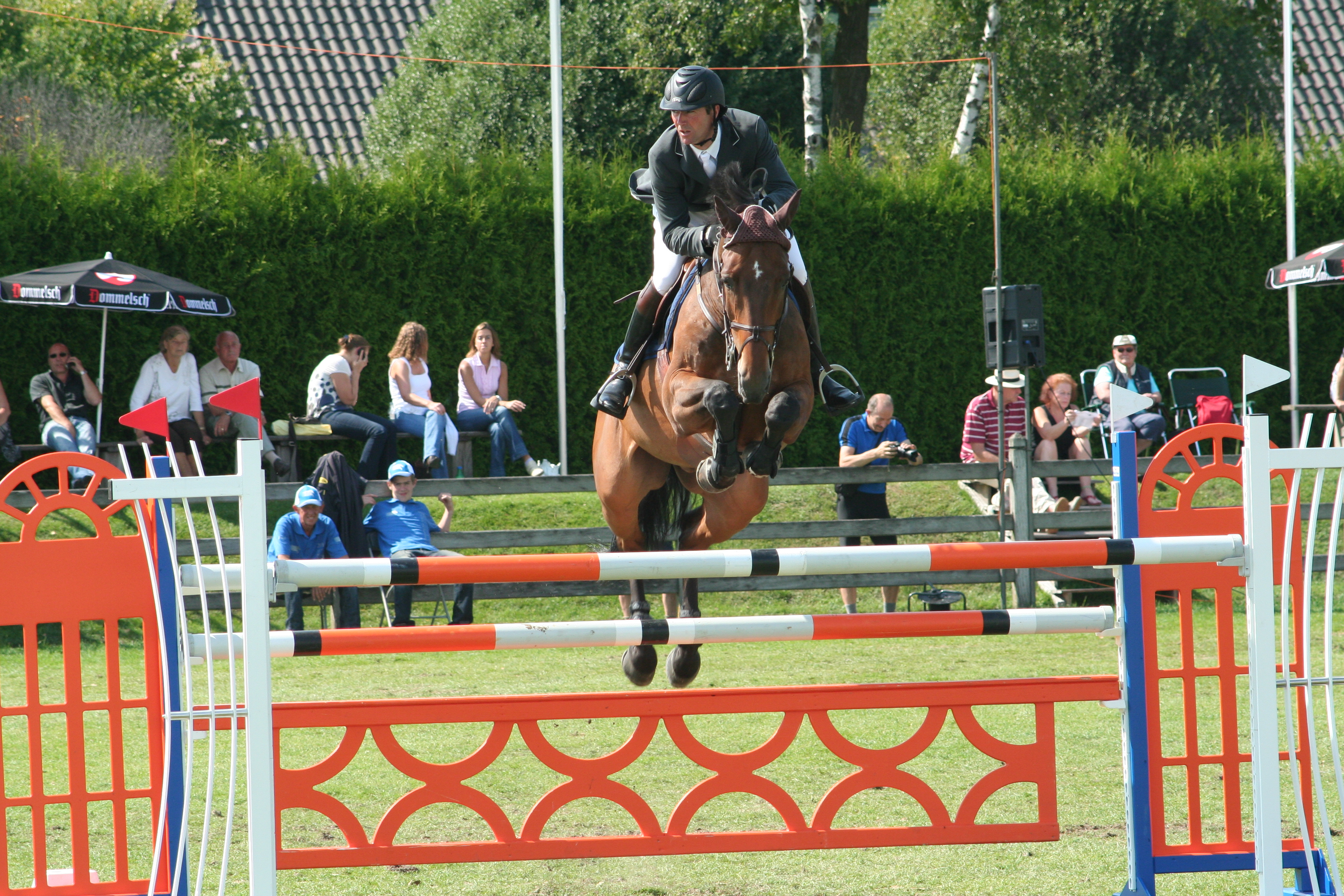
Patrice Delaveau, ganador del Gran Premio de Gijón en 2009 y 2011
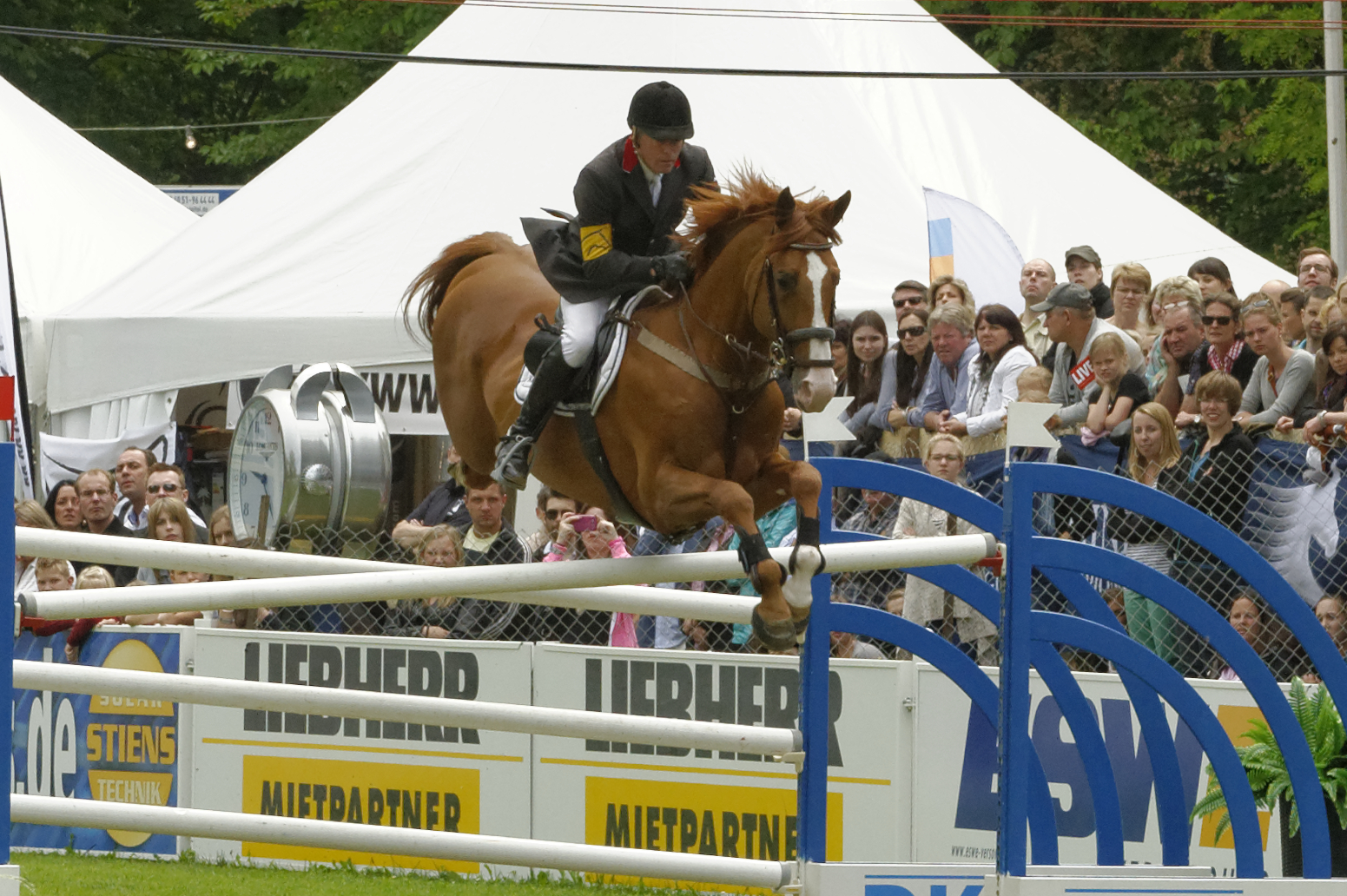
John Whitaker, ganador del Gran Premio de Gijón en 2008